# ماتیلدا لاولر
ماتیلدا لاولر بازیگر آمریکایی است که بیشتر برای ایفای نقش در فیلم فلورا و اولیس و مینی سریال ایستگاه یازده از مکس شناخته می‌شود.

## اوایل زندگی
لاولر در سال ۲۰۰۸ از پدر و مادر با نام‌های متیو و مارا لاولر که خود بازیگر هستند به دنیا آمد.

## دوران کاری
اولین نقش بازیگری لاولر در یک نمایش صحنه‌ای جک و آنی در تئاتر کودکان هوبوکن زمانی بود که او کلاس اول بود. او اولین بازی خود را در برادوی در فیلم فریمن (۲۰۱۸) انجام داد.
زمانی که لاولر نه ساله بود، در نمایشنامه شبکه ظهور خواهد می‌شود بازی کرد که در آن نقش یک کودک نه ساله را بازی کرد که با یک پیرمرد ۷۰ ساله دوست می‌شود. بازیگر نقش شخصیت دوم، ریچارد ماسور، مربی و بهترین دوست لاولر شد. او برای احساسات مورد نیاز برای به تصویر کشیدن شخصیت خود در ایستگاه یازده، از رابطه آنها استفاده کرد. 
نیویورکر برای کارش در ایستگاه یازده ، لاولر را «یک بازیگر با استعداد» نامید. 

## فیلم شناسی

### فیلم
| سال  | عنوان           | نقش        | یادداشت    |
| ---- | --------------- | ---------- | ---------- |
| ۲۰۲۰ | صدای جزیره بلوک | امیلی      |            |
| ۲۰۲۰ | غم خوب          | نورای جوان | فیلم کوتاه |
| ۲۰۲۱ | فلور و اولیس    | فلور       |            |
| ۲۰۲۳ | ازرا            |            |            |

### تلویزیون
| سال     | عنوان         | نقش                     | یادداشت            |
| ------- | ------------- | ----------------------- | ------------------ |
| ۲۰۱۹-۲۱ | شر            | ماتیلدا موبری / برندا   | نقش مهمان - 2 قسمت |
| ۲۰۲۱-۲۲ | ایستگاه یازده | کیرستن جوان             | نقش اصلی           |
| ۲۰۲۲-   | بابانوئل‌ها    | بتی، رئیس ستاد بابانوئل |                    |

### تئاتر
| سال  | عنوان              | نقش          | محل                    |
| ---- | ------------------ | ------------ | ---------------------- |
| ۲۰۱۷ | شبکه ظاهر خواهد شد | روری         | تئاتر میدان مایل       |
| ۲۰۱۸ | فریمن              | افتخار کارنی | تئاتر برنارد بی جیکوبز |

## جوایز و نامزدها
| سال  | اتحادیه      | دسته بندی            | کار کنید      | نتیجه    | پانویس. |
| ---- | ------------ | -------------------- | ------------- | -------- | ------- |
| ۲۰۲۲ | جوایز گاتهام | درخشش در یک سری جدید | ایستگاه یازده | نامزد شد | [ ۶ ]   |